# Toni Hilti
Anton «Toni» Hilti (* 17. Januar 1914 in Schaan; † 2. Januar 2006 in Triesen) war ein Liechtensteiner Unternehmer. Er war Mitbegründer des Konservenherstellers Hilcona AG.

## Biografie

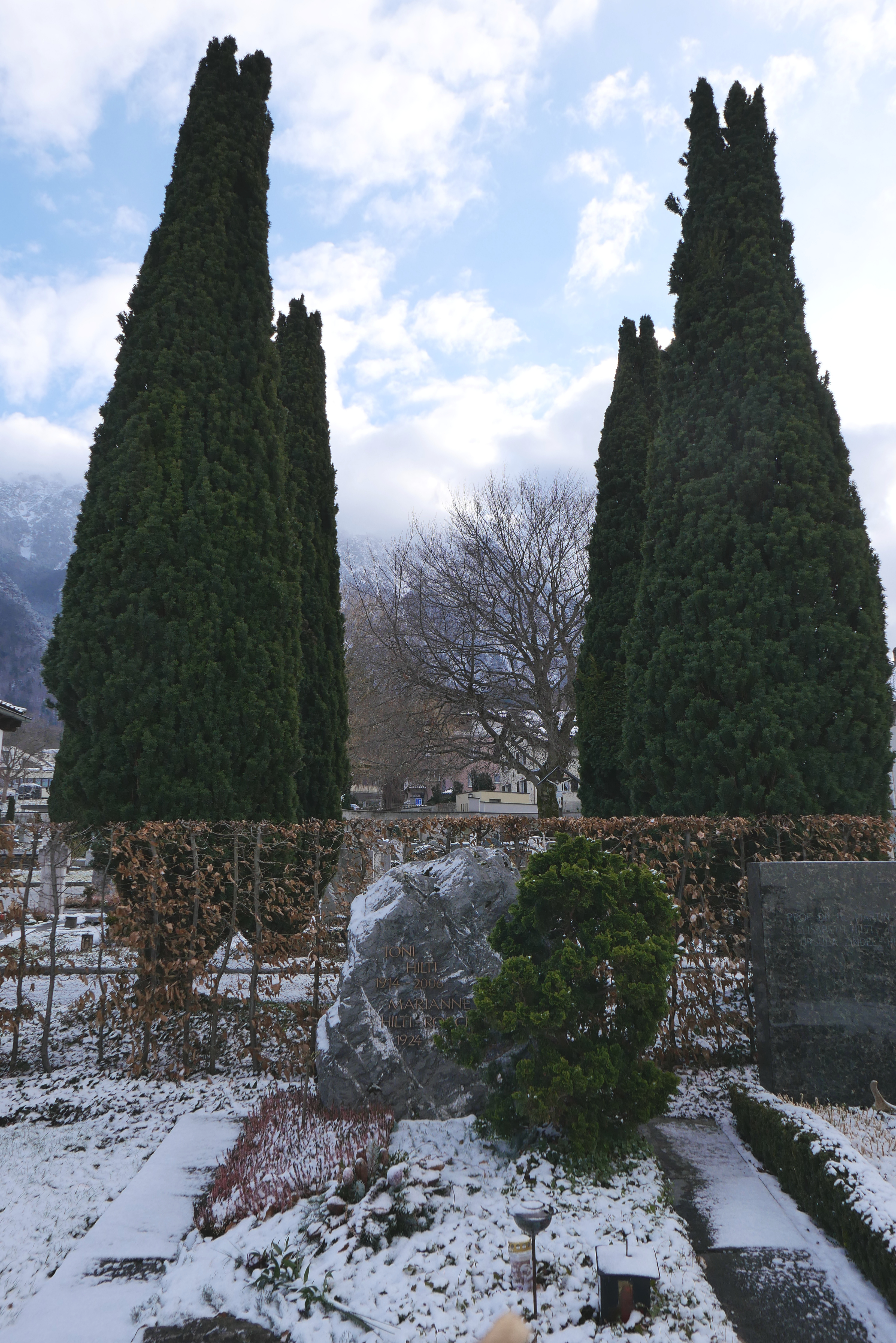
Das Grab im Januar 2024

Toni Hilti war eines von elf Kindern des Schaaner Metzgermeisters Joseph Hilti (1867–1935) und dessen Frau Walburga (1875–1930, geborene Quaderer). Zu seinen Geschwistern zählen unter anderem der Bildhauer Gottfried Hilti, der stellvertretende Abgeordnete Hans Hilti, sowie die Gründer des Bohrmaschinenherstellers «Hilti», Eugen Hilti und Martin Hilti.
Toni Hilti erlernte an der Technikerfachschule in Braunschweig die Konserventechnik. 1935 gründete er in Schaan zusammen mit einem Schwager die «Conservenfabrik AG». 1936 startete die Produktion von Konserven mit «Erbsen, Bohnen, Spinat und verschiedenen Früchten». Noch im selben Jahr wurde die Firma in «Scana AG» umbenannt. 1939 entstand neben der Fabrik für Konserven eine Sauerkrautfabrik. Die Erweiterung und Ausbau der Fabrik ermöglichte 1956 die Produktion von tiefgekühltem Gemüse. 1973 wurde das Unternehmen in «Hilcona AG» umbenannt. Bei Hilcona arbeiten heute ca. 1000 Mitarbeiter.
Hilti war seit 1943 mit Marianne Roeckle (1924–2022) verheiratet. Das Paar hatte vier Söhne (Ekkehard, Jürgen, Wolfgang und Dieter) und eine Tochter (Bettina).
Hilti fand seine letzte Ruhestätte auf dem Friedhof Schaan neben dem Grab seines Bruders Martin. Hiltis Witwe wurde später an seiner Seite beigesetzt.